# 1963년 대한민국의 영화 목록
다음은 1963년에 개봉됐던 대한민국의 영화 목록이다.

## 목록
- 《5인의 독수리》
- 《77번 미스 김》
- 《가슴에 꿈은 가득히》
- 《가정교사》
- 《강화도령》
- 《김약국의 딸들》
- 《나는 비밀이 있다》
- 《눈물 젖은 두만강》
- 《대전발 0시 50분》
- 《돈바람 님바람》
- 《로맨스 그레이》
- 《말띠 여대생》
- 《망부석》
- 《모란이 피기까지는》
- 《보은의 구름다리》
- 《사나이의 눈물》
- 《사랑은 주는 것》
- 《새엄마》
- 《성난 능금》
- 《쌀》
- 《쌍검무》
- 《정복자》
- 《죽도록 사랑해서》
- 《철종과 복녀》
- 《청춘 교실》
- 《한양에서 온 성춘향》
- 《현해탄의 구름다리》
- 《혈맥》
- 《횃불》

## 참고 자료
- KOFIC 영화데이터베이스

## 같이 보기
- 대한민국의 영화